# Ловеч и Ловчанско
Сборникът „Ловеч и Ловчанско“ е географско, историческо и културно описание на Ловеч и Ловчанско в 7 тома, издадени в периода 1929 – 1938 година.

## История на създаването
На 13 май 1922 г. в София членовете на Ловчанско културно-благотворително дружество в гр. София (Ловчанска колония в София) възобновяват своята дейност, прекъсната по време на Балканските и Първата световна войни и следвоенния период. Представена е литературно-музикална програма и разиграна лотария. По предложение на председателя на дружеството инж. Трифон Трифонов 1500 лв. от прихода се внасят като основен капитал в Българска народна банка. Идеята е всяка година той да нараства и при достигане на необходимата сума да се създаде фонд „Написване и напечатване на историята на Ловеч“.

## Редакционен комитет
На 17 април 1924 г. за реализиране на идеята членовете на дружеството избират Инициативен комитет. За председател е избран акад. проф. д-р Беню Цонев, след неговата смърт (1926) – акад. проф. д-р Стефан Ватев, за касиер инж. Трифон Трифонов. В редакционния комитет са избрани светилата на българската наука – акад. проф. д-р Анастас Иширков, акад. проф. д-р Стефан Петков, акад. проф. д-р Иван Урумов, акад. проф. д-р Тошко Петров, проф. д-р Михаил Минев, проф. д-р Парашкев Стоянов, министър Петър Тодоров, запасният генерал-майор Никифор Никифоров, запасният полковник Иван Ватев.

## Ръководство
На 24 април 1924 г. в Ловеч се провежда общоградско събрание за основаване и на градски инициативен комитет. Избрани са две ръководства за два отдела:
1. Научен отдел – за събиране на изворов материал – в състав:
  - Стефан Попов, Гено Иванов – в направление история и география,
  - Стефан Баев, Иван Петров и Иван Караконов – в направление природознание;
  - Коста Матев и Тодор Ганчев – в направление фолклор;
  - Георги Радионов, д-р Димитър Василев и инж. Коста Димитров – направление стопанство и бит;
  - Михаил Хаджинеделчев и Евстати Павлов – направление изкуство.

С изключение на инж. Коста Димитров, всички са учители.
2. Административен отдел – за събиране на финансови средства в състав епископ Максим Браницки, Христо Русков, кметът на Ловеч Цанко Цанков, председателят на читалищното настоятелство д-р Съйко Съев, адвокатът Иван Димитров, зъболекарят Никола Съев, уредникът на музея при читалището Михаил Хаджинеделчев.[1][2]

## Издания
За събирането на изворовия материал проф. Беню Цонев изработва „Програма за географското, историческото и културното описание на Ловеч и Ловчанско“ в 2 части.
- Първата част „Общо описание на Ловеч и Ловчанско“

1. Природа – географско описание на Ловеч и Ловчанско с карта
2. Население
3. История
4. Духовна култура
5. Материална култура
6. Спортно дело (Разни младежки организации)
7. Живописни кътове от Ловчанско (Поетически описания и картини).

- Част Втора – „Специална история на гр. Ловеч“

1. Описание на гр. Ловеч положение, околности, статистика
2. Ловеч през турско време
3. Град Ловеч след Освобождението
4. Учебно-просветно дело след Освобождението
5. Занаяти и еснафи в днешно време
6. Индустрия, търговия
7. Домашна индустрия
8. Хигиена
9. Народна словесност (ловчански песни и танци).[1][2]

През 1929 г. излиза първият том в тираж 1500 бройки, през 1930 г. излиза вторият том в тираж 1000 бр. Комплект от двата тома са подарени на Царското семейство, на Н.В.П. Пловдивския митрополит Максим за 80-годишния му юбилей и управлението на Ловешка епархия (1896 – 1906), на Панайот Пипков за 40-годишната му музикална дейност. Просветното министерство купува 50 бр., Българска народна банка – 30 бр.
До 1938 г. излизат 7 тома. Те съдържат 182 статии с 451 снимки. Автори на най-много статии са съответно инж. Трифон Трифонов – 23, Гено Иванов – 19, Михаил Хаджинеделчев – 18, Иван Урумов – 17, Анастас Иширков – 15.
През 1970 г. излиза продължението, том 8 „Ловеч и Ловешко“ – народно песенно творчество в Ловешки окръг". Събрани са 2287 народни песни.837 песни са записани и събрани от 50-те години на ХХ в.